# Johan Tobias Sergel
Johan Tobias Sergel (Estocolm, 28 d'agost de 1740 - 26 de febrer de 1814 va ser un important escultor neoclassicista suec.
Era el fill del decorador Christoffer Sergel i Elisabet, i germà de la decoradora Anna Brita Sergel. El seu primer mestre va ser Pierre Hubert Larchevêque. Després d'estudiar durant algun temps a París, se'n va anar a Roma.
Reclamat per Gustau III, Sergel va tornar a Estocolm el 1779 i va continuar produint les seves obres allà. Entre aquestes es troben la tomba per a Gustau I de Suècia, un monument a Descartes, i una obra sobre la Resurrecció en l'església de Saint Clarens a la capital sueca. Va formar part important de l'elit artística a Estocolm i va tenir una relació amb la cèlebre actriu Fredrique Löwen sent possiblement el pare d'un dels seus fills.
El Museu del Prado posseeix un conjunt escultòric seu.

## Obra selecta
- Amor i Psique.
- Bust de la reina Sofia Magdalena de Dinamarca.
- Monument a Descartes.
- Monument fúnebre de Gustau I de Suècia.